# Øivind Blunck
Øivind Blunck (28. december 1950) er en norsk komiker, revyartist og skuespiller.

## Filmografi
- Olsenbanden & Dynamitt-Harry på sporet (1976)
- Olsenbanden og Data-Harry sprenger verdensbanken (1978)
- To Norway, Home of Giants (1979)
- Olsenbanden og Dynamitt-Harry mot nye høyder (1979)
- Nedtur (1980)
- Den grønne heisen (1981)
- Prima Vera uten en rød tråd (1981)
- Septembermordet (1981)
- Olsenbanden gir seg aldri! (1981)
- Olsenbandens aller siste kupp (1982)
- Prima Veras saga om Olav den hellige (1983)
- Deilig er fjorden! (1985)
- Folk og røvere i Kardemomme by (1988)
- Showbiz - eller hvordan bli kjendis på en-to-tre! (1989)
- Den spanske flue (1990)
- Herman (1990)
- Easy Reidar (1992)
- Heges beste (2004)
- Fridtjofs jul (2006)
- Absolutt Blunck (2007)